# Heterodisca chionosticta
Heterodisca chionosticta là một loài bướm đêm trong họ Geometridae.